# Irak'li Gharibashvili
Irak'li Gharibashvili (in georgiano ირაკლი ღარიბაშვილი?; Tbilisi, 28 giugno 1982) è un politico georgiano.

## Biografia
Dal novembre 2013 al dicembre 2015 è stato il primo ministro della Georgia. Dall'ottobre 2012 al novembre 2013 è stato ministro degli affari interni come membro del governo guidato da Bidzina Ivanishvili. Durante il mandato di primo ministro è stato il secondo leader di Stato (capo di Stato o di governo o monarca) più giovane in carica dopo Kim Jong-un (Corea del Nord).
Il 23 dicembre 2015, in un discorso in diretta televisiva, ha rassegnato le proprie dimissioni, senza indicarne i motivi. Nel discorso ha ribadito i risultati raggiunti dal proprio governo in merito all'integrazione europea della Georgia, aggiungendo che: "tutte le cariche politiche sono temporanee, mentre solo la Patria e Dio sono eterni".
Divenuto nuovamente primo ministro nel 2021, annuncia le dimissioni il 29 gennaio 2024, venendo succeduto, l'8 febbraio, da Irak'li K'obakhidze.

## Vita privata
Gharibashvili è sposato con Nunuka Tamazashvili (nata nel 1983), con tre figli, Nikoloz (nato nel 2005), Andria (nato nel 2010), Gabriel (nato nel 2015), e una figlia Nino (nata nel 2016). Suo suocero, Tamaz Tamazashvili, è un ex generale di polizia, arrestato nell'ottobre 2011 con l'accusa di trasporto e detenzione illegali di armi ed esplosivi. Gharibashvili, il cui partito, Sogno Georgiano, all'epoca era all'opposizione, ha definito l'arresto come politicamente motivato. Dopo che Sogno Georgiano è salito al potere nell'ottobre 2012, Tamazashvili è stato scarcerato.